# 里耶卡機場
里耶卡機場（克羅埃西亞語：Zračna luka Rijeka）是克羅埃西亞城市里耶卡的一座國際機場，位於克爾克島上的城市奧米沙利，距里耶卡火車站有17公里。里耶卡機場在夏季較為繁忙，開設有眾多前往歐洲各地的廉價航空旅遊航線。里耶卡機場開業於1970年5月。

## 航空公司與目的地
| 航空公司         | 目的地                                                                             |
| ---------------- | ---------------------------------------------------------------------------------- |
| 波羅的海航空     | 季節性： 里加                                                                      |
| 阿基亞以色列航空 | 季節性： 本-古里安                                                                 |
| 保加利亞航空     | 季節性包機： 索菲亞                                                                |
| 神鷹航空         | 季節性： 法蘭克福                                                                  |
| 克羅地亞航空     | 季節性： 慕尼黑                                                                    |
| 捷克航空         | 季節性包機： 科希策                                                                |
| Enter Air        | 季節性包機： 里昂、 南特、 巴黎夏爾·戴高樂、 華沙蕭邦                              |
| 歐洲之翼航空     | 科隆/波昂 季節性： 柏林-泰格爾、 杜塞爾多夫、 漢堡、 漢諾威、 斯圖加特             |
| Laudamotion      | 季節性： 柏林-泰格爾                                                               |
| Nordica          | 季節性： 塔林                                                                      |
| 挪威航空         | 季節性： 奧斯-陸加勒穆恩                                                           |
| 瑞安航空         | 季節性： 柏林-泰格爾、 沙勒羅瓦、 法蘭克福、 倫敦-史坦斯特、 斯德哥爾摩-斯卡夫司塔 |
| Trade Air        | 杜布羅夫尼克、 奧西耶克、 斯普利特                                                 |
| 泛航航空         | 季節性： 恩荷芬（2018年7月5日開辦）                                                |
| 小星球航空       | 季節性包機： 華沙蕭邦、 弗次瓦夫                                                   |

## 外部連結
维基共享资源上的相關多媒體資源：里耶卡機場
- Official website （页面存档备份，存于）
- 世界航空数据库中的LDRI机场数据，数据截止日期：2006年10月。